# Bucoșnița
Bucoșnița (en hongrois : Bokos) est une commune du județ de Caraș-Severin en Roumanie.